# Entosthodon bergianus
Entosthodon bergianus là một loài Rêu trong họ Funariaceae. Loài này được (Hornsch.) Müll. Hal. mô tả khoa học đầu tiên năm 1848.